# تپه قوشاتپه (شرقی)
تپه قوشا تپه (شرقی) مربوط به هزاره اول قبل از میلاد است و در شهرستان همدان، بخش شراء، دهستان شور دشت، روستای فیروزآباد واقع شده و این اثر در تاریخ ۱۸ اسفند ۱۳۸۷ با شمارهٔ ثبت ۲۵۱۵۶ به‌عنوان یکی از آثار ملی ایران به ثبت رسیده است.